# Журавлёва, Наталия Дмитриевна
Наталия Дмитриевна Журавлёва (1937—2017) — советская и российская актриса, мастер художественного слова. Педагог Школы-студии МХАТ, профессор. Заслуженная артистка Российской Федерации (2000).

## Биография
Родилась 21 декабря 1937 года в семье актёра, режиссёра и педагога Дмитрия Николаевича Журавлёва и Валентины Павловны Журавлёвой. Театром увлеклась ещё в детстве, участвуя в домашних постановках. Среди первых зрителей будущей актрисы были Святослав Кнушевицкий, Илья Эренбург, Борис Захава и многие другие друзья её отца.
В 1955—1959 годах училась в Школе-студии МХАТ на курсе Виктора Станицына. Окончив вуз, по распределению могла отправиться в Кострому, в местный драматический театр, однако была принята в труппу театра «Ленком», в которой состояла до сентября 1997 года.
Большинство своих главных ленкомовских ролей сыграла при художественном руководстве Анатолия Эфроса, возглавлявшего театр в 1963—1967 годах. Участвовала в трёх его спектаклях: «В день свадьбы», «104 страницы про любовь» и «Мольер». С приходом на пост художественного руководителя (главного режиссёра) Владимира Монахова, а затем Марка Захарова значимых ролей в репертуаре Наталии Журавлёвой становилось всё меньше. За 23 года работы при Захарове актриса получила всего пять ролей.
Тяжело переживая отсутствие серьёзной работы на театральных подмостках, актриса пошла по следам своего знаменитого отца — занялась художественным чтением, подготовив ряд чтецких программ, и долгие годы выступала с концертами.

В 1991 году пришла работать в Школу-студию МХАТ, где до самой смерти преподавала сценическую речь. Многие нынешние актёры МХТ им. А. П. Чехова, Театра Олега Табакова и других столичных театров — её ученики.
«Блаженство мое еще и в том, что многие в этом театре если не учились у меня, то по крайней мере учились в Школе-студии и знают меня как педагога. Мы все здороваемся, любим друг друга, нам интересно друг с другом, нам важны семейные наши новости, нас радуют успехи друг друга!» — говорила актриса.
В начале 1995 года Олег Табаков пригласил актрису на одну из ролей в спектакль Адольфа Шапиро «Последние». Спустя два года Наталия Дмитриевна, к тому моменту игравшая в нескольких постановках Московского театра Олега Табакова, была принята в его труппу. За 22 года службы в театре актриса сыграла в 13 спектаклях.
Про Наташу Журавлёву можно сказать, что тут есть некий исторический поворот. Ее отец, выдающийся русский актер Дмитрий Николаевич Журавлёв, — человек, пришедший в столицу с юга и предпринявший невероятные усилия, чтобы освободиться от своего южного говора. Он был, по сути дела, лучшим мастером художественного чтения своего времени. <…> Наташа, родившаяся в его семье, рано встретилась с прекрасным. Природа распорядилась так, что особенность ее индивидуальности, ее амплуа таковы, что с юности она была обречена играть возрастные роли. Но вот истовость и свежесть, с которой Наталия Дмитриевна каждый раз это проделывает, несомненно, достойны всякого восхищения. Меня радует и ее просто невиданная и какая-то безграничная доброта и внимание к младшим, стремление поделиться с ними знаниями, что она, в частности, реализует, являясь профессором сценической речи в Школе-студии МХАТ. — Олег Табаков. «Моя настоящая жизнь»
Наталия Журавлёва умерла 30 сентября 2017 года после продолжительной болезни. Похоронена на Троекуровском кладбище в родственной могиле на участке № 2.

## Творчество

### Театральные работы

#### Ленком
- 1960 — «Цветы живые» — Продавщица мороженого
- 1960 — «Гамлет из квартиры № 13» — Лифтёрша
- 1961 — «Друг детства» — Нюра
- 1961 — «Наташкин мост» — Девушка
- 1962 — «Центр нападения умер на заре» — Мэри
- 1962 — «Убежавшая с портрета» — Нюра
- 1963 — «Двадцать лет спустя» — Дуня
- 1964 — «В день свадьбы» — Петровна
- 1964 — «104 страницы про любовь» — Ляля
- 1966 — «Мольер» — Рэне, нянька Мольера
- 1967 — «Страх и отчаяние в Третьей Империи» — Служанка; Кухарка
- 1967 — «Суджанские мадонны» — Матрёна
- 1969 — «Вера, Надежда, Любовь» — Гаврилова
- 1969 — «Дождь — хорошая погода» — Почтальон
- 1970 — «Золотой ключик» — Черепаха Тортилла
- 1971 — «Вечером, после работы» — Елизавета Васильевна
- 1972 — «Колонисты» — Верхолыха
- 1973 — «Лисички» — Эдди
- 1973 — «Автоград XXI» — Первая официантка
- 1974 — «Тиль» — Стивен
- 1975 — «В списках не значился» — Христя
- 1978 — «Сержант, мой выстрел первый!» — Завмаг

#### Московский театр Олега Табакова
- 1995 — «Последние» — Федосья, няня
- 1995 — «Псих» — Тётя Шура
- 1996 — «Анекдоты» — Васюта
- 1997 — «На всякого мудреца довольно простоты» — Гадалка
- 1998 — «Любовь как милитаризм» — Ангелина Максудовна
- 1999 — «Идиот» — Горничная
- 1999 — «Отец» — Кормилица
- 1999 — «Не всё коту масленица» — Феона
- 2001 — «Опасные связи» — Госпожа де Розмонд
- 2004 — «Дядя Ваня» — Марина
- 2010 — «Женитьба» — Арина Пантелеймоновна
- 2013 — «Страх и нищета в Третьей империи» — Служанка
- 2014 — «Три сестры» — Анфиса, нянька

#### МХТ им. А. П. Чехова
- 2003 — «Последняя жертва» — Михевна
- 2007 — «Двенадцать картин из жизни художника» — бабушка Дитина

### Работы в кино
- 1966 — «Не самый удачный день»
- 1975 — «Беда от нежного сердца»
- 1976 — «12 стульев»
- 1980 — «Мой папа — идеалист»
- 2006 — «Многоточие»